# Brandenburgische Sommerkonzerte
Die Brandenburgischen Sommerkonzerte sind ein Musikfestival, das jährlich von Mitte Juni bis Mitte September an historischen Spielstätten in Brandenburg stattfindet. Seit 1990 verknüpft die Konzertreihe »Klassiker auf Landpartie« (Logo: Dagmar Elsner-Schwintowsky, Dierberg/b. Neuruppin)  klassische Konzerte mit einem touristischen Beiprogramm zu Kulturausflügen. Seit ihrer Gründung haben die Brandenburgischen Sommerkonzerte über 700 Aufführungen an mehr als 200 verschiedenen Spielstätten in Brandenburg veranstaltet.

## Geschichte
Das Musikfestival Brandenburgische Sommerkonzerte wurde im Jahr 1990 von Werner Martin in Berlin gegründet. Die Ausgangsidee des Festivals war, den Bewohnern West-Berlins die Erkundung des Berliner Umlandes, sowie des Landes Brandenburg, mit einem kulturellen Ereignis zu verbinden, da ihnen der Besuch des Landes, vor der Wende, nur eingeschränkt möglich war. 1991 hat das Festival mit sieben Veranstaltungen begonnen. Heute werden im Rahmen der Brandenburgischen Sommerkonzerte ca. 30 Konzerte gegeben. Jährlich gibt es weit über 100 Veranstaltungen für die mehr als 20.000 Tickets verkauft werden. Im Jahr 2009 und 2016 wurden die Brandenburgischen Sommerkonzerte mit dem Tourismuspreis des Landes Brandenburg für ihr Gesamtkonzept, die Auswirkung auf den regionalen Tourismus und die überregionale Ausstrahlung ausgezeichnet.

## Konzept
Das künstlerische Programm der Brandenburgischen Sommerkonzerte setzt den Schwerpunkt auf eine Mischung von international bekannter Solisten und Ensembles, langjährigen Kooperationen mit brandenburgischen Orchestern sowie der Förderung des künstlerischen Nachwuchses. Als Künstler waren unter anderem Vladimir Ashkenazy, Riccardo Chailly, Barbara Hendricks, Olli Mustonen, Lars Vogt, Albrecht Mayer, und Trevor Pinnock zu Gast sowie Ensembles und Klangkörper wie das Deutsche Symphonie-Orchester Berlin, The Academy of St. Martin in the Fields, das Gewandhausorchester Leipzig, Il Giardino Armonico und die Kremerata Baltica.  
Zum Konzept der „Klassiker auf Landpartie“ gehören neben den Konzerten vor allem die Beiprogramme. Durch Schloss-, Dorf- und Museumsführungen, durch Kahnfahrten im Spreewald, Kremserfahrten durch die Prignitz, musikalische Dampferpartien, Besichtigung von Baudenkmälern und historischen Parkanlagen sowie Themenführungen durch Naturreservate erfährt der Besucher etwas über die Region, dazu gehören außerdem Lesungen. Die Spielorte beziehen sowohl Kirchen als auch Klöster, Schlösser, Natur- und Industriedenkmäler mit ein. 
Wichtig ist außerdem die Zusammenarbeit mit den Kirchengemeinden am Konzertort. Die gastgebenden Gemeinden richten die Kuchenbuffet aus, die den Besucher im Vorfeld des Konzerts u. a. mit regionalen Spezialitäten bewirten.  
Die Brandenburgischen Sommerkonzerte engagieren sich beim Denkmalschutzes. Nicht nur kommt der Erlös der Kaffeetafeln jeweils einem Denkmalschutzprojekt der ausrichtenden Gemeinde zugute.

## Struktur
Von der Struktur her bestehen die Brandenburgischen Sommerkonzerte aus einer gemeinnützigen GmbH, der die Planung und Durchführung des Festivals obliegt sowie deren einzigem Gesellschafter, dem Verein »Brandenburgische Sommerkonzerte e.V.«. Der Vereinsvorstand besteht aus z. Z. sechs Personen, die das Amt ehrenhalber ausüben. Die künstlerische Planung erfolgt in Zusammenarbeit des künstlerischen Leiters Joachim Pliquett mit der Geschäftsstelle (gGmbH). Geschäftsführerin der Brandenburgischen Sommerkonzerte gGmbH ist Constanze Büchner. Der Schirmherr der Brandenburgischen Sommerkonzerte ist der Ministerpräsident des Landes Brandenburg Ditmar Woidke. Seit ihrer Gründung finanzieren sich die Brandenburgischen Sommerkonzerte ohne Unterstützung öffentlicher Mittel durch Karteneinnahmen, Sponsoring von Unternehmen und Stiftungen sowie Spenden aus privater Hand.